# Мемориал Славы (Братск)
Мемориал Славы — мемориальный комплекс в городе Братск Иркутской области России. Объекты культурного наследия России.
Возведён в 1975 году к 30-й годовщине победы в Великой Отечественной войне. 

## История
Мемориал Славы был открыт в 1975 году, в день 30-летия Победы. Автором проекта является Г. М. Ганиев. А выполнили мемориал скульпторы Русинов Ю. И., Феоктистов А. И., Ботирюс И. М., Хомченко А. С., Зимин В. М. Инженерное проектирование проведено А. А. Бардошовым и А. П. Авштолис. Строительные работы выполнялись подразделениями Управлениями строительства города Братска под руководством Н. Г. Букарева.
В 2020 году к 75-летию Победы мемориал был реконструирован.

## Описание
Мемориал Славы представляет собой два лепестка пламени, выполненных из бетона. Слева и справа к ним почти примыкают две бетонные серповидные стелы. На них смонтированы плиты из мрамора. На каждой плите фамилия и инициалы, отлитые из меди. Внутри стел высечен барельеф «Мать» и голова солдата. На внешней стороне можно прочесть высеченные слова: «Мы жизнью нашей, нашим светлым днем обязаны всем вам, кто пал в бою с врагом в 1941—1945 гг. Слава Вам, храбрые, слава, бесстрашные, память в народе о вас не умрет!»
На Мемориале Славы увековечены имена жителей города Братска, погибших в боях в годы Великой Отечественной войны. Вначале мемориальных плит с именами было намного меньше, чем сейчас и фамилий было всего 1585. Затем плиты реставрировали, фамилий добавилось до 1748. В настоящее время мраморных плит более 100, а фамилий 2583. Среди фамилий упомянутых на мемориале сорок семь раз повторяется фамилия Московских, а также упомянуты Беломестных, Большешаповы, Ведерниковы, Карнауховы, Ознобихины, Погодаевы, Париловы, Распутины, Терпуговы, Хлыстовы, Черемных.
Мемориалу славы были посвящены строки стихов Долматовского «Братская былина».
Одинаково назывались,
Одинаково честно жили.
Ни один из них не увидел
Стройных линий высоковольтных,
Алюминиевых заводов
И высотных жилых ансамблей.
Двадцать раз на доске — Парилов,
А Муратовых там шестнадцать,
и двенадцать раз Карнаухов
повторяется, словно эхо…